# Castello di San Terenzo
Il castello di San Terenzo è una fortificazione del borgo marinaro di San Terenzo, frazione del comune di Lerici, in provincia della Spezia.
Dal dicembre 2014 il Ministero della cultura lo gestisce tramite il Polo museale della Liguria, nel dicembre 2019 divenuto Direzione regionale Musei.

## Storia e descrizione

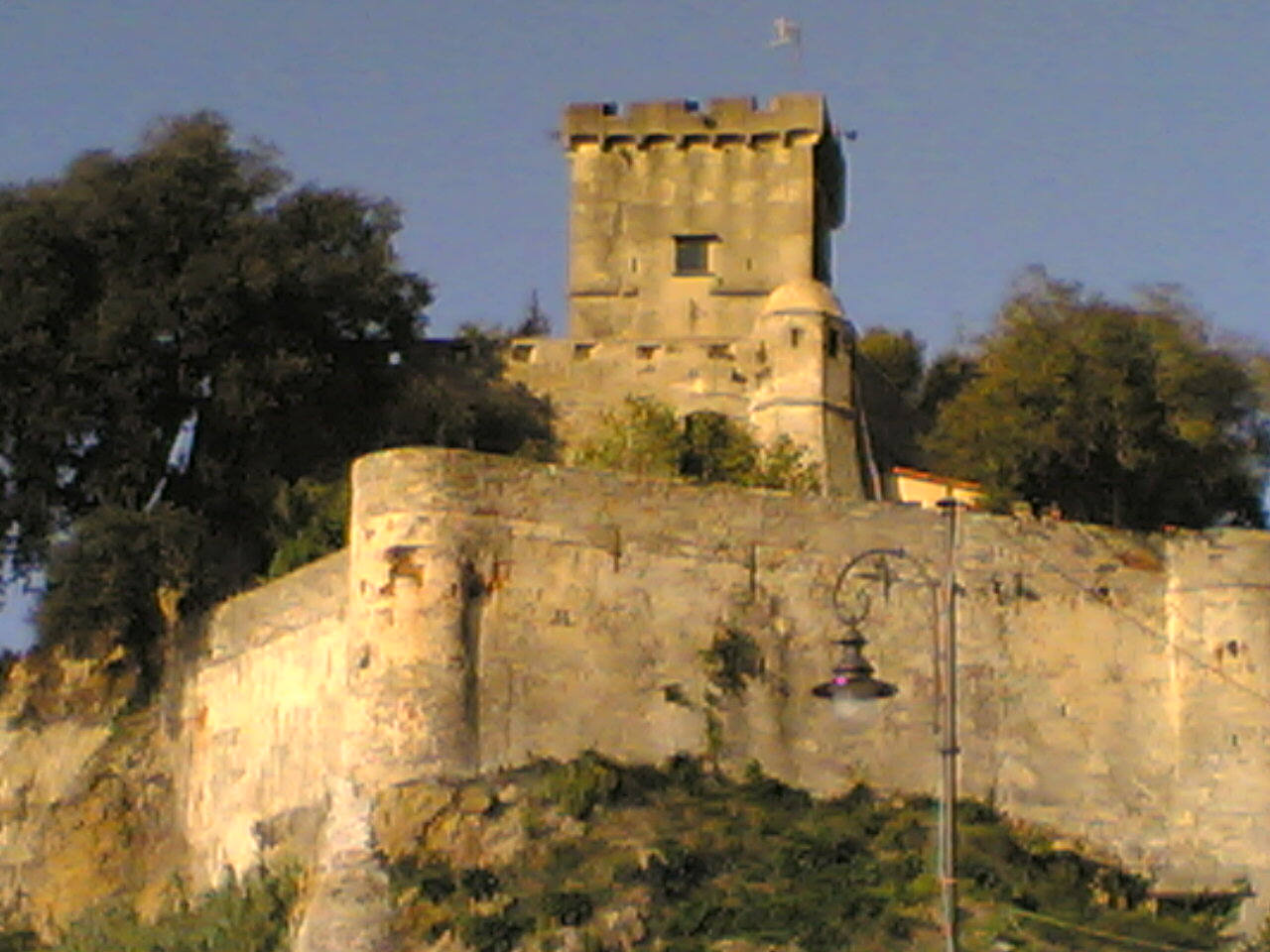
Il castello di San Terenzo

Il castello di San Terenzo sorge su di uno sperone roccioso all'estremità occidentale della baia che chiude lo specchio d'acqua antistante il paese.

Al castello si arriva da piazza Brusacà, percorrendo via Meneghetti e poi la salita che porta all'entrata del fortilizio.
Come altri castelli della zona è stato oggetto di interventi in epoche diverse che, tuttavia, nulla hanno tolto all'armonia dell'insieme. Si presenta come una struttura a pianta pentagonale, con tre torrette circolari agli angoli che guardano il paese, robuste cortine che racchiudono una seconda cinta interna, l'ingresso e un torrione a base quadrangolare, con merli piatti e beccatelli a sezione quadrata.
Il castello fu costruito nel 1360 per autonoma decisione dagli abitanti del paese "senza artiglieria, o scaloni, né munizioni, né uomini di guardia". Un documento conservato all'archivio di stato di Genova, datato 29 luglio 1588, ne conferma l'origine. 

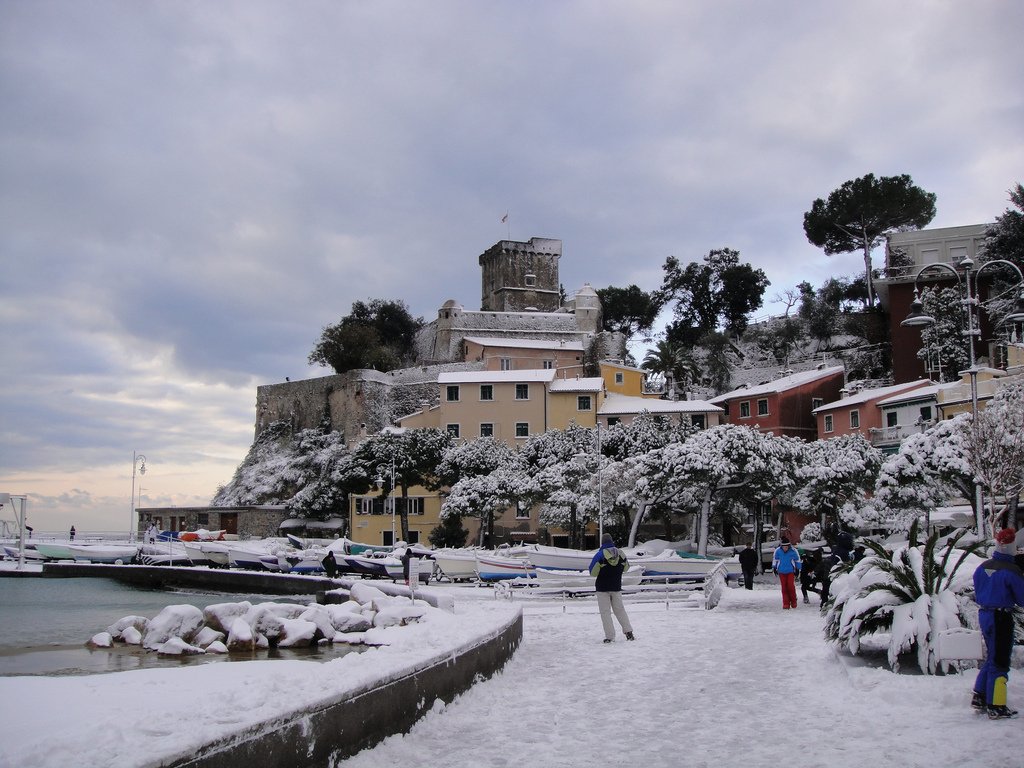
Panorama innevato del castello

La fortificazione nacque dapprima come torre di avvistamento e fu poi modificata in bastione per la difesa del borgo contro frequenti incursioni dei pirati ottomani. Non a caso la grotta che si apre nel promontorio roccioso sul quale sorge il castello stesso è detta "Tana dei Turchi". 

Inizialmente era solo un'unica torre quadrata, dotata di merli e alta una decina di metri. In tempi successivi fu aggiunta una prima cinta di mura secondo una pianta a pentagono irregolare e dotata, su tre angoli, di altrettante vedette a pianta circolare. 
Verso terra un ampio barbacane rinforzava il muro di fronte al fossato; oggi il fossato è stato riempito, ma una feritoia del baluardo nord ne indica l'antica presenza.
Dopo aver assolto la primaria funzione di difesa del borgo dagli attacchi provenienti dal mare, in epoca più recente il castello funse da complemento difensivo della più imponente fortezza di Lerici, per il controllo di un buon tratto dell'ampia baia.
In un atto di fine XVI secolo conservato in una filza dell'archivio segreto Militarium, il podestà Gregorio Cadamartori in una relazione al doge di Genova Davide Vaccari riferisce della sua ispezione effettuata alle fortificazioni del golfo spezzino e, relativamente al castello di San Terenzo, Cadamartori lo descrive testualmente "castellotto costruito alli anni passati dalla gente di detta villa". 
Fra i primi castellani vi fu Giovanni da Mongiardino, già castellano di Lerici (1401), al comando di otto balestrieri. Venne in seguito sostituito dal santerenzino Giacomo Rossi, che combatté contro i Pisani, ricevendo l'elogio di Simone Boccanegra nel periodo in cui il castello apparteneva al sistema difensivo apprestato dalla Repubblica di Genova nel Golfo della Spezia.